# サルヴァトーレ・トーダロ (潜水艦)
サルヴァトーレ・トーダロ（イタリア語：Salvatore Todaro, S 526）は、イタリア海軍が採用した212A型潜水艦のサルヴァトーレ・トーダロ級潜水艦の1番艦。艦名は第二次世界大戦期の潜水艦コマンダンテ・カッペリーニ（後の伊号第503潜水艦）の艦長であったサルヴァトーレ・トーダロ海軍少佐に由来する。

## 艦歴
「サルヴァトーレ・トーダロ」は、フィンカンティエリムッジャーノ造船所で建造され1999年7月3日に起工、2003年11月6日にトーダロ少佐の娘、グラツィエラ・マリナ・トーダロ夫人とカルロ・アツェリオ・チャンピ共和国大統領により命名・進水し、2006年3月26日に就役する。